# Scena Lalkowa im. Jana Wilkowskiego
Scena Lalkowa imienia Jana Wilkowskiego – teatr lalek w Kwidzynie.
Scena rozpoczęła działalność artystyczną we wrześniu 2001 roku, a formalnie (wpis KRS) figuruje od sierpnia 2002 roku.
Przez ponad 8 lat działalności stworzonych zostało 12 spektakli.
Scena Lalkowa nawiązała kontakty międzynarodowe m.in. z teatrami lalek z Holandii, Niemiec, Francji, Czech i Białorusi. Współpracuje również z krajowymi teatrami z Warszawy (Unia Teatr Niemożliwy), Gdańska, Wrocławia, Łodzi, Śląska.

## Międzynarodowy Festiwal ANIMO Kwidzyn
W 2002 r. Scena Lalkowa powołała do życia Festiwal Miniatur Lalkowych ANIMO Kwidzyn, który w 2006 r. zmienił swoją formułę na Międzynarodowy Festiwal ANIMO Kwidzyn.
Dzięki ANIMO do Kwidzyna zaczęli zjeżdżać ludzie środowiska artystycznego: aktorzy, reżyserzy, scenografowie, muzycy, fotografowie oraz animatorzy życia kulturalnego.
Poza nurtem stricte teatralnym miały miejsce wystawy fotograficzne, prezentacje multimedialne, koncerty muzyki poważnej, jazzowej oraz eksperymentalnej, pokazy audio-wizualne, przeglądy filmowe, fora i panele dyskusyjne, kluby wymiany myśli i wiele innych wydarzeń zmieniających ospałe na co dzień miasto we wrzący tygiel kultury i sztuki.
W 2016 roku Międzynarodowy Festiwal ANIMO obchodzi 15-lecie istnienia.